# Industrie- und Handelskammer zu Rostock

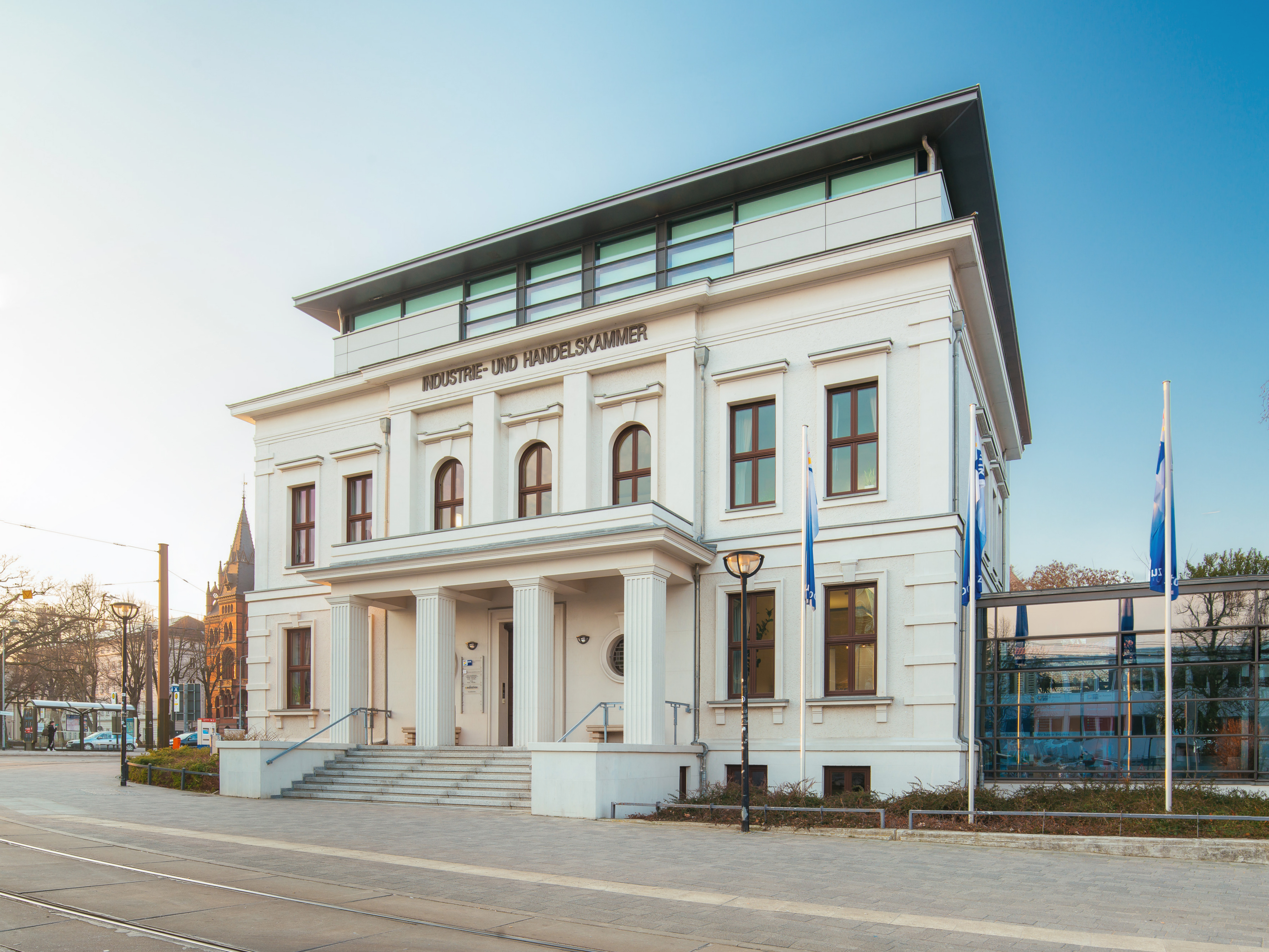
Industrie- und Handelskammer zu Rostock

Die Industrie- und Handelskammer zu Rostock ist eine deutsche Industrie- und Handelskammer mit Sitz in Rostock.

## Kammerbezirk
Der Kammerbezirk umfasst die kreisfreie Stadt Rostock, den Landkreis Rostock und den Landkreis Vorpommern-Rügen.

## Geschichte
In der zweiten Hälfte des 19. Jahrhunderts entstanden in allen deutschen Staaten Handelskammern. Lediglich in Mecklenburg-Schwerin und Mecklenburg-Strelitz war die Wirtschaft lediglich im 1868 gegründeten Allgemeinen Mecklenburgischen Handelsverein organisiert und verfügte über keine Handelskammer. Mit der Verordnung betreffend Einrichtung einer Mecklenburgischen Handelskammer vom 2. September 1902 wurde die Mecklenburgische Handelskammer in Rostock als Handelskammer für beide Mecklenburg gebildet. Am 21. April 1903 fand die konstituierende Sitzung statt, auf der Albert Clement als Präsident gewählt wurde.
Mit der Machtergreifung der Nationalsozialisten wurde die Kammer 1933 gleichgeschaltet. Die Selbstverwaltung der Wirtschaft wurde abgeschafft und das Führerprinzip eingeführt. Der Kammerpräsident wurde nun ernannt und ernannte wiederum die Kammermitglieder. Mit Gesetz vom 7. Juli 1934 erhielt die Kammer den Namen Mecklenburgische Industrie- und Handelskammer. Mit der Gauwirtschaftskammerverordnung vom 20. April 1942 wurden die Industrie- und Handelskammer aufgehoben und in die Gauwirtschaftskammern (hier die Gauwirtschaftskammer Mecklenburg) eingegliedert.
Nach dem Krieg wurde jeweils eine Industrie- und Handelskammer je Land gebildet. Diese waren jedoch nicht als Selbstverwaltung der Wirtschaft konzipiert und wurden zum 31. März 1953 aufgehoben.
Nach dem Ende der DDR war es notwendig, die IHK-Arbeit den neuen wirtschaftlichen Anforderungen anzupassen. Am 11. März 1990 gründeten Gewerbetreibende aus Mecklenburg und Vorpommern die Industrie- und Handelskammer Rostock, welche 2006 in Industrie- und Handelskammer zu Rostock umbenannt wurde.

## Kammergebäude
Die IHK Rostock nutzt die Gebäude Ernst-Barlach-Str. 1–3. Die Gebäude 1 und 2 stehen unter Denkmalschutz, siehe Liste der Baudenkmale in Rostock.

## Präsidenten
- 1903–1923: Albert Clement
- 1924–1928: Leo Glaser
- 1929–1933: Guido von Oertzen
- 1990–1995: Winfried Hontschick
- 1995–1999: Uwe Harten
- 1999–2003: Rolf Paarmann
- 2003–2013: Wolfgang Hering
- 2013–2019: Claus Ruhe Madsen[4]
- seit 2019: Klaus-Jürgen Strupp